# Исаян, Торгом Саркисович
Торго́м Сарки́сович Исая́н (арм. Թորգոմ Սարգսի Իսայան; 13 апреля 1923, Александрополь, СССР, — 4 августа 1987 года, Ереван, Армянская ССР, СССР) — советский философ и юрист армянского происхождения. Доктор философских наук (1969), профессор (1972). Значительная часть работ посвящена вопросам и истории атеизма. Один из авторов «Атеистического словаря».

## Биография
Родился 13 апреля 1923 года в Александрополе (ныне — Гюмри, Армения).
В 1941—1945 годах принимал участие в Великой Отечественной войне.
В 1952 году окончил юридический факультет Ереванского государственного университета.
В 1956 году в МГУ имени М. В. Ломоносова защитил диссертацию на соискание учёной степени кандидата философских наук по теме «Атеизм А. И. Герцена»
С 1957 года работал в отделе философии и права Академии наук Армянской ССР.
С 1966 года работал в Ереванском государственном университете.
В 1969 году в МГУ имени М. В. Ломоносова защитил диссертацию на соискание учёной степени доктора философских наук по теме Свободомыслие и атеизм в Армении во второй половине XIX в.
В 1972 году присвоено учёное звание профессора.
С 1977 года работал заведующим кафедрой теории и истории атеизма Ереванского государственного университета.
Умер 4 августа 1987 года в Ереване, Армянская ССР.

## Научные труды

### Монографии
- Исаян Т. С. Основы научного атеизма, Ереван, 1972:
- Исаян Т. С. Армянская общественная мысль второй половины XIX века против клерикалистской идеологии, Ереван, 1969:
- Исаян Т. С. Реакционная сущность «христианского социализма», Ереван, 1962:

### Статьи
- Исаян Т. С. Армяно-григорианская церковь и современность // Вопросы научного атеизма. Вып. 2. Модернизация религии в современных условиях / Акад. обществ. наук ЦК КПСС. Ин-т научного атеизма. — М.: Мысль, 1966. — С. 225—242. — 439 с. — 23 000 экз.